# Dinos-Maler

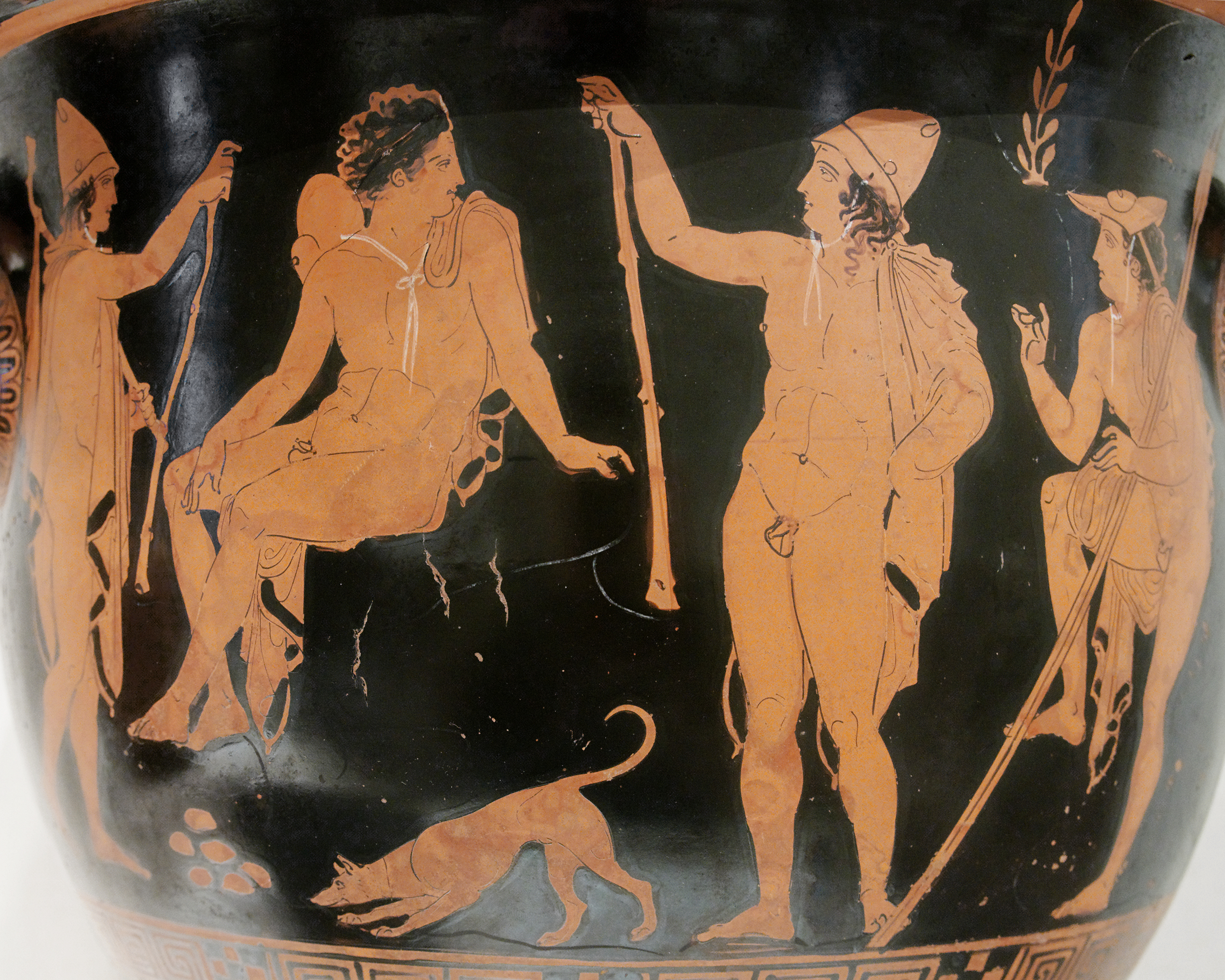
Aktaion, Tydeus, Theseus und Kastor als mythologische Jäger auf einem Glockenkrater, um 420 v. Chr.

Der Dinos-Maler war ein Maler des attisch-rotfigurigen Stils. Er wirkte etwa in der zweiten Hälfte des 5. Jahrhunderts v. Chr.
Der Dinos-Maler steht in der Tradition des Kleophon-Malers, wirkt jedoch weniger ernst. Er steht am Übergang zwischen Hoch- und Spätklassik. Mit ihm beginnt ein neues Interesse der attischen Vasenmaler an epischen Szenen. Eine oder wenige Figuren stehen im Mittelpunkt eines Ereignisses, nicht der Verlauf eines Ereignisses wird in Friesform dargestellt. Seine Zeichnungen leiten den üppigen Stil der folgenden Generation ein, er nutzt auch schon vermehrt Deckweiß zur Herausarbeitung von Einzelheiten. Der Gebrauch des Deckweißes für Eros und für Mobiliar ist eine Neuerung des Dinos-Malers, es sollte bei den folgenden Malergenerationen zum allgemeinen Repertoire gehören.